# Maťovské Vojkovce
Maťovské Vojkovce é um município da Eslováquia, situado no distrito de Michalovce, na região de Košice. Tem 12,29 km² de área e sua população em 2018 foi estimada em 636 habitantes.

## Demografia
| Ano:        | 1994 | 2004   | 2014   | 2024    |
| ----------- | ---- | ------ | ------ | ------- |
| Broj ljudi: | 547  | 590    | 603    | 702     |
| Razlika:    |      | +7,86% | +2,20% | +16,41% |

| Ano:               | 2023 | 2024   |
| ------------------ | ---- | ------ |
| Número de pessoas: | 704  | 702    |
| Diferença:         |      | -0,28% |